# Feud
Feud (tạm dịch: Không đội trời chung) là loạt phim truyền hình dài tập ngắn được phát triển bởi Ryan Murphy, được đặt hàng bởi kênh truyền hình cáp FX với đơn hàng trực tiếp 8 tập. Phim dự kiến phát sóng ngày 5 tháng 3 năm 2017.

## Cốt truyện
Mùa đầu tiên mang tên Bette và Joan, sẽ xoay quanh cuộc đối đầu không đội trời chung sau hậu trường của hai minh tinh màn bạc Joan Crawford và Bette Davis với đỉnh điểm là trong quá trình quay bộ phim What Ever Happened to Baby Jane? năm 1962.

## Diễn viên
| Bette and Joan - Jessica Lange trong vai Joan Crawford - Susan Sarandon trong vai Bette Davis - Alfred Molina trong vai Robert Aldrich - Sarah Paulson trong vai Geraldine Page - Stanley Tucci trong vai Jack L. Warner - Judy Davis trong vai Hedda Hopper - Dominic Burgess trong vai Victor Buono - Catherine Zeta-Jones trong vai Olivia de Havilland - Jackie Hoffman trong vai Mamasita - Molly Price trong vai Harriet Foster - Kathy Bates trong vai Joan Blondell - Alison Wright trong vai Pauline Jameson - Kiernan Shipka trong vai B. D. Hyman |

## Sản xuất
Loạt phim được phát triển bởi Ryan Murphy, và được kênh FX chọn phát triển thành serie vào ngày 5 tháng 5 năm 2016; Jessica Lange và Susan Sarandon được chọn mặt gửi vàng hai vai chính Joan Crawford và Bette Davis. Alfred Molina, Stanley Tucci, Judy Davis, và Dominic Burgess tham gia lần lượt các vai Robert Aldrich, Jack L. Warner, Hedda Hopper, và Victor Buono. Tháng tám năm 2016, Catherine Zeta-Jones và Sarah Paulson tham gia các vai Olivia de Havilland và Geraldine Page. Tháng 9 năm 2016, có thông tin rằng giám đốc sản xuất của American Horror Story là Tim Minear sẽ cùng sản xuất loạt phim với Murphy. Jackie Hoffman cũng tham gia với vai Mamasita, quản gia của Crawford. Tháng 11 năm 2016, Molly Price, Kathy Bates và Alison Wright lần lượt tham gia các vai Harriet Foster, Joan Blondell, và Pauline Jamison. Tháng 1 năm 2017, Kiernan Shipka được chọn thủ vai con gái của Davis.